# Robert Eggers
Robert Neil Eggers (ur. 7 lipca 1983 w Lee) – amerykański reżyser, scenarzysta i producent filmowy.

## Życiorys
Eggers urodził się i wychowywał w miejscowości Lee w stanie New Hampshire, jako syn Kelly i jako pasierb Waltera Eggersa. W 2001 przeniósł się do Nowego Jorku, aby uczęszczać do konserwatorium aktorskiego. Karierę zaczynał jako scenograf i reżyser przedstawień teatralnych. Dzieciństwo spędzone w Nowej Anglii i częste wizyty w żywym muzeum Plimoth Plantation zainspirowały go do napisania scenariusza swojego pierwszego filmu fabularnego. 
W 2015 na Sundance Film Festival premierę miał jego debiut reżyserski – horror Czarownica: Bajka ludowa z Nowej Anglii. Film okazał się być dużym sukcesem zarówno artystycznym, jak i finansowym. Przy budżecie wynoszącym 4 miliony dolarów zarobił 40 milionów. Kolejny film nakręcił w czarni i bieli oraz formacie 1.19:1 Lighthouse (2019), do którego Eggers napisał scenariusz wspólnie ze swoim bratem, Maxem. Film ten także zdobył uznanie ze strony krytyków. W 2022 premierę miał z kolei jego pierwszy film nie będący horrorem - Wiking z Alexandrem Skarsgårdem w roli głównej.

## Życie prywatne
Jest żonaty z Alexandrą Shaker, z którą ma dziecko.
Ma dwóch braci – Maxa i Sama

## Filmografia
- 2015: Czarownica: Bajka ludowa z Nowej Anglii (reżyseria, scenariusz)
- 2019: Lighthouse (reżyseria, scenariusz, produkcja)
- 2021: Wiking (reżyseria, scenariusz, produkcja)
- 2024: Nosferatu (reżyseria, scenariusz, produkcja)